# Jef van de Vijver

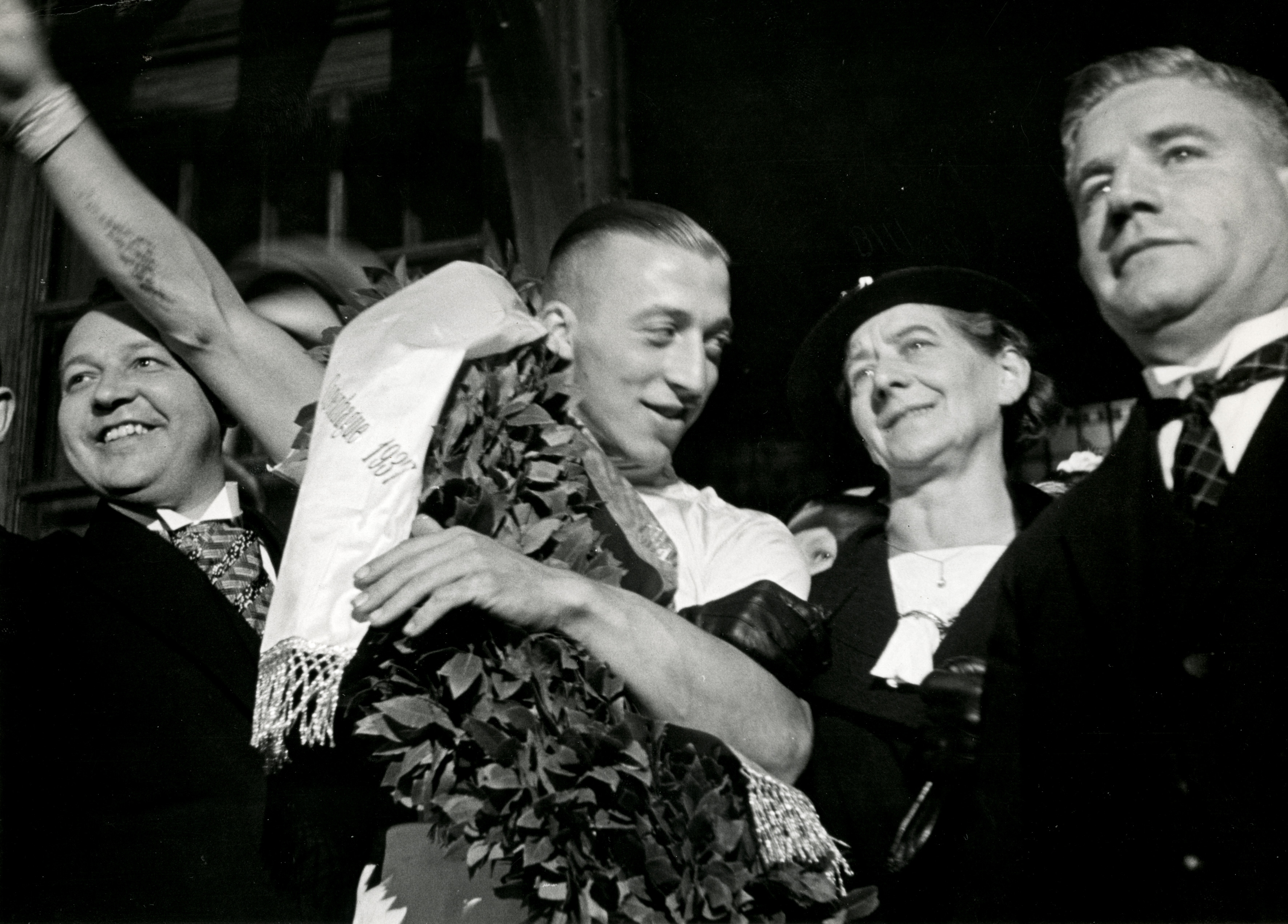
Jef van de Vijver beim Empfang nach seinem WM-Sieg 1937

Johan „Jef“ van de Vijver (* 22. August 1915 in Teteringen; † 20. Februar 2005 in Roosendaal) war ein niederländischer Bahnradsportler und Weltmeister.
Zweimal wurde Jef van de Vijver Weltmeister im Sprint der Amateure, 1937 in Kopenhagen und 1938 in Amsterdam, nachdem er 1935 schon Dritter geworden war. Anschließend wurde er Profi, bis 1944 konnte er mehrfach Podiumsplätze bei Niederländischen Bahn-Meisterschaften belegen. Größere Erfolge verhinderten der Ausbruch des Zweiten Weltkriegs sowie die starke inländische Konkurrenz durch Arie van Vliet und Jan Derksen.